# Blue Sunshine
Blue Sunshine ist ein US-amerikanischer Horrorfilm von Jeff Lieberman aus dem Jahr 1977.

## Handlung
Nachdem Frannie Scott auf einer Party einen Sinatra-Song zum Besten gegeben hat und einen Kuss andeutet, wird er von einem Freund am Haar gezogen, worauf dieses ausfällt. Der nun glatzköpfige Frannie gerät in Rage und geht auf die Partygäste los. Er tötet drei Frauen und flieht, bis er von Jerry Zipkin gestoppt und vor einen Truck gestuppst wird. Zipkin wird für den Mörder gehalten und flieht. Dabei wird er jedoch von einer Schusswaffe verletzt.
Um seine Unschuld zu beweisen, wendet er sich an seien Freunde Alice Sweeney und Chirurg David Blume, der auch seine Schusswunde versorgt. Seine Nachforschungen führen zu dem Fall eines Polizisten, der seine Familie getötet hat. Er stößt auf eine LSD-Abwandlung namens „Blue Sunshine“, die in den 1960ern von dem heutigen Politiker und Kongresskandidaten Ed Flemming verteilt wurde. Diese bedingen zehn Jahre später einen Amoklauf und führen zum Verlust der Haare. Durch Flemmings Involvierung gerät der Fall zum Politikum und Jerry muss bei seinen Nachforschungen noch subtiler vorgehen.
Er besucht zunächst Flemmings Gattin Wendy, die zu Hause die Kinder hütet. Nachdem diese sich zunächst als unwissend gab, verliert sie die Haare und versucht ihre Kinder zu töten. Jerry kann gerade noch dazwischen gehen und stößt sie den Balkon herunter. Auch diese Tat wird ihm als Mord angerechnet.
Jerry versucht nun jemand zu finden, der die Droge genommen hat und sich eines Chromosomen-Tests unterziehen kann. Mit einer Betäubungspistole macht er sich auf den Weg zu Flemings Wahlkampfmanager Wayne Mulligan, auf den dies zutrifft. Alicia findet den Manager in einer Diskothek, wo er jedoch plötzlich Amok läuft. Nachdem er einige Discobesucher getötet hat, gelingt es Jerry den rasenden Mann zu betäuben. Die Vermutung von Jerry stimmt, die Droge hat über Jahre die Chromosomenstruktur verändert und die Amokläufe bedingt. Mindestens 255 Dosen Blue Sunshine wurden noch verkauft, die damaligen Benutzer sind unbekannt.

## Hintergrund
Ursprünglich hatte der Film ein Budget von 3,5 Millionen US-Dollar veranschlagt und sollte in Manhattan spielen. Doch als Jeff Liebermans Vater starb, versuchte er sich abzulenken und in Arbeit zu stürzen. Daher wartete er nicht auf größere Investoren und drehte den Film für eine halbe Million US-Dollar, also ein sehr viel schmaleres Budget, in Los Angeles. Die Discoszene wurde tatsächlich in einer Cowboy-Bar gedreht.
Der Film wurde auf zwei Filmfestivals in England und in Cannes gezeigt, doch da die Festivalleitungen nur die Unterkunft und nicht die Flugkosten bezahlten, blieb er zu Hause. Auch da die Produktionsmittel nur beschränkt waren, wurde der Film nur in wenigen Kinos gezeigt. Der Film sollte anschließend an ABC und NBC aufgekauft werden, doch die beiden Fernsehsender verlangten zu viele Schnitte. Letztlich blieb der Film daher hinter seinen Erwartungen und entwickelte sich erst mit der Zeit zu einem Kultfilm.
In Deutschland hatte er seine Kinostart am 11. Mai 1979 im Fantasia Filmverleih und wurde später von UFA als VHS auf den Markt gebracht, wobei eine geschnittene und eine ungeschnittene Fassung veröffentlicht wurden. 2005 erschien die erste DVD-Fassung über cmv-Laservision. Der Film wurde 2015 außerdem vom Originalmaster, das in einem Lagerhaus entdeckt wurde, auf 4K digital remastered. Lieberman selbst überwachte den Masterprozess.

## Rezeption
Der Film wurde insbesondere in der Punkszene als Kultfilm gehandelt. Daran hatten vor allem die Disco-Szenen ein Anteil. Disco zählte damals als einer der musikalischen Hauptfeinde der Punkszene und so kamen die Szenen, die sich über die Discoszene lustig machten, in der Punkszene gut an. Videoausschnitte aus dem Film wurden unter anderem im CBGB im Hintergrund gezeigt, während Bands, darunter die Ramones, spielten. Die New-Wave-/Synthie-Pop-Band The Glove benannte ihr einziges Album von 1983 nach dem Film.